# Grande Evento de Oxigenação

Incremento de O_{2} na atmosfera terrestre. As linhas vermelha e verde representam a faixa das estimativas, enquanto o tempo é medido em bilhões de anos atrás (Ga).
Estágio 1 (3,85-2,45 Ga): Praticamente nenhum O_{2} na atmosfera. Os oceanos eram também praticamente anóxicos, com a possível exceção do O_{2} nos oceanos rasos.
Estágio 2 (2,45-1,85 Ga): O_{2} produzido, com teores subindo a valores de 0,02 a 0,04 atm, mas absorvidos nos oceanos e nas rochas do fundo do mar.
Estágio 3 (1,85-0,85 Ga): O_{2} começa se desprender dos oceanos, mas é absorvido pelas superfícies terrestres. Não há mudança significativa no nível de oxigênio.
Estágios 4 e 5 (0,85-presente): outros reservatórios de O_{2} são ocupados: o gás se acumula na atmosfera.

O Grande Evento de Oxigenação (GEO), também chamado de Catástrofe do Oxigênio, Crise de Oxigênio ou Grande Oxidação, foi um período em que a atmosfera da Terra e o então raso oceano experimentaram um aumento do teor de oxigênio, aproximadamente entre 2,4 bilhões de anos e 2,1-2,0 bilhões de anos, durante o período Paleoproterozoico. Evidências geológicas, isotópicas e químicas sugerem que oxigênio molecular biologicamente induzido (dioxigênio, O2) começou a se acumular na atmosfera da Terra e a transformou de uma atmosfera fracamente redutora para uma atmosfera oxidante, causando a extinção de quase toda a vida na Terra.
A injeção repentina de oxigênio tóxico em uma biosfera anaeróbica pode ter causado a extinção de muitas espécies anaeróbicas existentes na Terra. Embora se infira que o evento constituiu uma extinção em massa, devido em parte à grande dificuldade em pesquisar a abundância de espécies microscópicas e em parte à extrema idade dos restos fósseis daquela época, o Grande Evento de Oxigenação normalmente não é contado entre as listas convencionais de "grandes extinções", que são implicitamente limitadas ao éon fanerozoico. Em todo caso, os dados geoquímicos isotópicos dos minerais de sulfato foram interpretados como indicando uma diminuição no tamanho da biosfera em mais de 80%, associada a mudanças no fornecimento de nutrientes no final do GEO.
Infere-se que o GEO tenha sido causado por cianobactérias produtoras de oxigênio, o que pode ter permitido o desenvolvimento subsequente de formas de vida multicelulares.

## Acumulação de oxigênio
Uma cronologia da acumulação do oxigênio sugere que o oxigênio livre foi primeiro produzido pelos organismos procariontes e depois pelos eucariontes no oceano. Esses organismos realizavam fotossíntese com mais eficiência, e o oxigênio era o subproduto. Em uma interpretação, a primeira cianobactéria produtora de oxigênio pode ter surgido antes do GEO, entre 2,7-2,4 Ga, e talvez mais cedo. Entretanto, a fotossíntese também produz carbono orgânico, que deve ser segregado do oxigênio para permitir o acúmulo de oxigênio nas superfícies do ambiente, de outra forma o oxigênio reage com o carbono orgânico e não se acumula. O enterramento de carbono orgânico, sulfetos e minerais contendo ferro ferroso são fatores primários na acumulação de oxigênio. Por exemplo, quando o carbono orgânico é enterrado sem ser oxidado, o oxigênio é deixado na atmosfera. No total, o enterramento de carbono orgânico e pirita cria atualmente 15.8 ± 3.3 T mol (1 T mol = 1012 moles) de O2 por ano. Isto cria um fluxo total de O2 das fontes globais de oxigênio.
A taxa de troca do oxigênio pode ser calculada pela diferença entre as fontes e perdas globais. As perdas de oxigênio incluem gases e minerais reduzidos de vulcões, metamorfismo e desgaste. O GEO se iniciou quando esses fluxos de perda de oxigênio e de gases reduzidos foram excedidos pelo fluxo de O2 associado com o enterramento de redutores, como o carbono orgânico. Pelos mecanismos de desgaste, 12,0 ± 3,3 T mol de O2 por ano se perdem atualmente, considerando minerais e gases reduzidos de vulcões, metamorfismo, água do mar que percola e fontes de calor no fundo do mar. Além disso, 5,7 ± 1,2 T mol de O2 por ano oxidam atualmente gases na atmosfera por meio de reação fotoquímica. Na jovem Terra, havia visivelmente pouco desgaste oxidativo de continentes (por exemplo, falta de rochas vermelhas, ricas em ferro), portanto as perdas de oxigênio por desgaste teriam sido desprezíveis se comparadas às relacionadas a gases reduzidos e ferro dissolvido nos oceanos.
O ferro dissolvido nos oceanos exemplifica as perdas de O2. O oxigênio livre produzido nessa época era capturado quimicamente pelo ferro dissolvido, convertendo {\displaystyle {\ce {Fe}}} e {\displaystyle {\ce {Fe^2+}}} em magnetita ({\displaystyle {\ce {Fe^2+Fe2^3+O4}}}), insolúvel em água, que precipitava no fundo dos mares rasos para criar formações ferríferas bandadas, como as encontradas em Minnesota, EUA, e Pilbara, Austrália ocidental. Foram necessários 50 milhões de anos ou mais para zerar as perdas de oxigênio. A taxa de fotossíntese e a taxa associada de enterramento orgânico também afetam a taxa de acúmulo de oxigênio. Quando as plantas terrestres se espalharam sobre os continentes no Devoniano, mais carbono orgânico foi enterrado e provavelmente permitiu que ocorressem maiores níveis de O2. Atualmente, o tempo médio que uma molécula de oxigênio leva no ar antes de ser consumida em perdas geológicas é de cerca de dois milhões de anos. Este tempo de residência é relativamente curto comparado ao tempo geológico – logo, no Fanerozoico deve ter havido processos inversos que mantiveram o nível de oxigênio atmosférico em níveis adequados para a vida animal.
Ao final, o oxigênio começou a se acumular na atmosfera, com duas consequências principais:
- Primeiro, foi proposto que o oxigênio oxidou o metano atmosférico (um forte gás do efeito estufa) em dióxido de carbono (mais fraco) e água. Isto enfraqueceu o efeito estufa da atmosfera terrestre, causando o esfriamento planetário, que teria provocado uma série de eras de gelo conhecida como Glaciação Huroniana, numa faixa de idade de 2,45-2,22 Ga.[19][20][21] Um quarto evento de glaciação, encontrado na África do Sul, data de aproximadamente 2,22 Ga atrás. Como a evidência geológica sugere que o gelo atingiu o nível do mar em algumas áreas, e o evento da África do Sul ocorreu em baixas latitudes, este último está associado à chamada Terra bola de neve.[22]
- Segundo, as maiores concentrações de oxigênio forneceram uma nova oportunidade para diversificação biológica, além de enormes mudanças na natureza das interações químicas entre rochas, areia, argila e outros substratos geológicos com o ar, oceanos e outras águas superficiais. Apesar da reciclagem natural da matéria orgânica, a vida tinha permanecido energeticamente limitada até a disponibilização generalizada do oxigênio. Este avanço na evolução metabólica aumentou fortemente a energia livre disponível para os organismos vivos, com impactos ambientais globais. Por exemplo, a mitocôndria evoluiu depois do GEO, dando aos organismos a energia para explorar morfologias novas e mais complexas, em ambientes cada vez mais complexos, embora isto não tenha aparecido até o final do Proterozoico e Cambriano.[23]

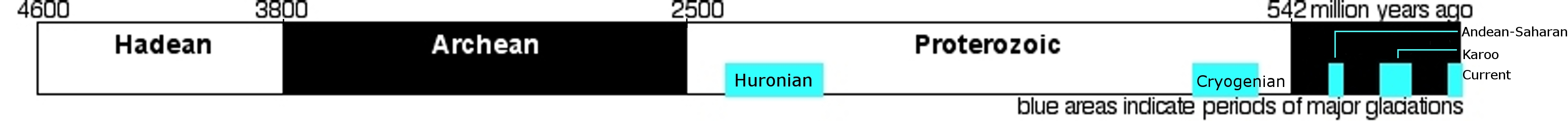
Períodos de glaciação mostrados em azul

## Evidência geológica

### Indicadores continentais
Paleossolos, grãos de detritos rochosos e rochas vermelhas são evidências de baixos níveis de oxigênio. Os paleossolos anteriores a 2,4 Ga têm baixas concentrações de ferro, sugerindo desgaste anóxico. Grãos de detritos rochosos anteriores a 2,4 Ga também possuem materiais que só existem em condições de baixo oxigênio. Rochas vermelhas são arenitos vermelhos cobertos com hematita, indicando que havia oxigênio suficiente para oxidar o ferro.

### Especiação do ferro
A concentração de estados ferruginosos e euxínicos na massa de ferro também pode fornecer chaves para o nível de oxigênio na atmosfera. Quando o ambiente é anóxico, a razão entre os ferruginosos e euxínicos em relação à massa total de ferro é inferior à de ambientes anóxicos, como o oceano profundo. Uma das hipóteses sugere que os micróbios no oceano já oxigenavam as águas rasas antes do GEO, em torno de 2,6-2,5 Ga. A alta concentração de estados ferruginosos e euxínicos dos sedimentos no oceano profundo mostraram consistência com a evidência das formações ferríferas bandadas.

### Isótopos
Há dois tipos de fracionamento isotópico considerados: fracionamento dependente da massa (FDM) e fracionamento independente da massa (FIM). Isótopos em sedimentos marinhos da acumulação de oxigênio, como carbono, enxofre, nitrogênio, metais de transição (cromo, molibdênio e ferro) e outros elementos não metais (selênio), são considerados evidências de FDM.
Por exemplo, um pico no teor de cromo em depósitos rochosos antigos formados sob o mar mostra acúmulo de cromo lavado das plataformas continentais. Como o cromo não é dissolvido facilmente, sua liberação das rochas requer a presença de um ácido poderoso como o ácido sulfúrico (H2SO4), que pode ter se formado por meio de reações bacterianas com a pirita.
A evidência crítica do GEO foi o fracionamento independente da massa (FIM) de isótopos de enxofre que só existiram em atmosfera anóxica e desapareceram de rochas sedimentares depois de 2,4-2,3 Ga. O FIM só existiu em uma atmosfera anóxica, uma vez que o oxigênio (e seu produto fotoquímico, uma camada de ozônio) teria impedido a fotólise do dióxido de enxofre. O processo de sedimentação do FIM ainda é incerto.

### Fósseis e biomarcadores
Estromatólitos fornecem alguma evidência fóssil do oxigênio, e sugerem que o oxigênio proveio da fotossíntese. Biomarcadores como 2α-metilhopanos de cianobactérias foram também encontrados em Pilbara, Austrália ocidental. Entretanto, demonstrou-se depois que os dados de biomarcadores foram contaminados e os resultados não são mais aceitos.

### Outros indicadores
Alguns elementos nos sedimentos marinhos são sensíveis a diferentes níveis de oxigênio no ambiente, como os metais de transição molibdênio e rênio. Elementos não metálicos como o selênio e iodo são também indicadores do nível de oxigênio.

## Hipóteses
Pode ter havido um intervalo de mais de 900 milhões de anos entre o início da produção de oxigênio fotossintético e o geologicamente rápido crescimento do oxigênio atmosférico há cerca de 2,5-2,4 bilhões de anos. Diversas hipóteses se propõem a explicar este intervalo de tempo.

### Aumento do fluxo
Algumas pessoas sugerem que o GEO foi causado pelo aumento da fonte de oxigênio. Uma hipótese argumenta que o GEO foi o resultado imediato da fotossíntese, embora a maioria dos cientistas sugira que um aumento a longo prazo seja mais provavelmente o caso. Os resultados de vários modelos mostram possibilidades de aumento de longo prazo do enterramento de carbono, mas as conclusões não são decisivas.

### Redução das perdas
Em contraste com a hipótese de aumento de fluxo, há também várias hipóteses que tentam usar a redução das perdas para explicar o GEO. Uma teoria sugere que os voláteis dos gases vulcânicos eram mais oxidados. Outra teoria sugere que o decréscimo de gases metamórficos e serpentinização são a chave principal para o GEO. O hidrogênio e o metano liberados dos processos metamórficos são também perdidos pela atmosfera terrestre com o tempo e deixam a crosta oxidada. Os cientistas perceberam que o hidrogênio escaparia para o espaço por meio de um processo chamado fotólise do metano, no qual o metano se decompõe sob a ação da radiação ultravioleta na atmosfera superior e libera o seu hidrogênio. O escape do hidrogênio da Terra para o espaço teria oxidado a Terra, porque o processo de perda de hidrogênio é oxidação química.

### Gatilho tectônico

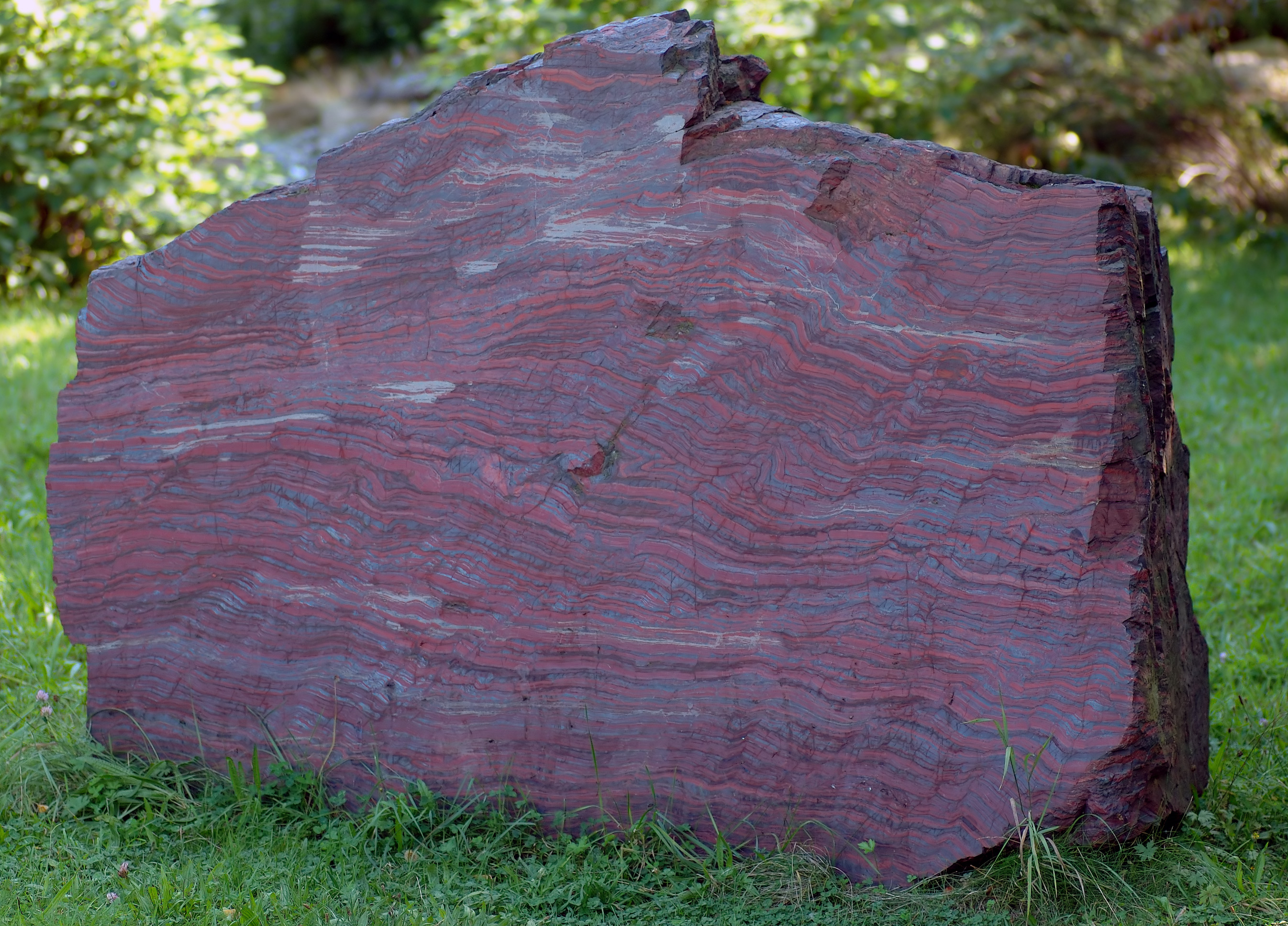
Rocha de 2,1 bilhões de anos mostrando formação ferrítica bandada

Uma hipótese sugere que o aumento do oxigênio teve que esperar mudanças tectônicas na Terra, inclusive a aparição de plataformas continentais, onde o carbono orgânico reduzido poderia atingir os sedimentos e ser enterrado. O oxigênio recentemente produzido foi inicialmente consumido em várias reações químicas nos oceanos, principalmente com o ferro. Evidência é encontrada em rochas mais velhas que contêm massivas formações ferríticas bandadas, aparentemente precipitadas quando este ferro e o oxigênio se combinaram primeiro; a maior parte dos depósitos atuais de minério de ferro encontra-se nesses depósitos. Assumiu-se que o oxigênio liberado pelas cianobactérias resultou nas reações químicas que criaram o óxido de ferro, mas parece que as formações de ferro foram causadas por bactérias oxidantes do ferro anóxicas fototróficas, que não requerem oxigênio. A evidência sugere que os níveis de oxigênio tinham um pico cada vez que massas menores de terra colidiam para formar um supercontinente. A pressão tectônica criou cadeias de montanhas, que foram erodidas e liberaram nutrientes para o oceano, que alimentaram cianobactérias fotossintéticas.

### Fome de níquel
Os primeiros organismos quimiossintéticos provavelmente produziram metano, uma armadilha importante para o oxigênio molecular, uma vez que o metano rapidamente se oxida para dióxido de carbono (CO2) e água na presença de radiação ultravioleta. Os metanogênicos modernos requerem níquel como cofator enzimático. À medida que a crosta da Terra se esfriou e o suprimento de níquel vulcânico escasseou, algas produtoras de oxigênio começaram a superar os produtores de metano, e a percentagem de oxigênio da atmosfera se elevou progressivamente. Entre 2,7 e 2,4 bilhões de anos, a taxa de deposição de níquel declinou de forma constante a partir de um nível 400 vezes superior ao atual.

### Biestabilidade
Outra hipótese postula um modelo da atmosfera que exibe biestabilidade: dois estados estáveis de concentração de oxigênio. O estado estável de baixa concentração de oxigênio (0,02%) experimenta uma alta taxa de oxidação do metano. Se algum evento eleva os níveis de oxigênio acima de um limite moderado, a formação de uma camada de ozônio cria um escudo para os raios ultravioleta e reduz a oxidação do metano, elevando a concentração de oxigênio ainda mais, para um estado estável de 21% ou mais. O Grande Evento de Oxigenação pode ser entendido como uma transição do estado estável mais baixo para o mais alto.

## Papel na evolução mineral
O Grande Evento de Oxigenação desencadeou um crescimento explosivo na diversidade de minerais, com muitos elementos ocorrendo em uma ou mais formas oxidadas próximo à superfície da Terra. Estima-se que o GEO foi diretamente responsável por mais de 2 500 do total de 4 500 minerais encontrados na Terra atualmente. A maioria desses novos minerais foram formados como formas hidratadas e oxidadas devido aos processos dinâmicos do manto e da crosta.

## Papel na evolução das cianobactérias
Numa pesquisa de campo realizada em Lake Fryxell, Antártica, pesquisadores descobriram que tapetes de cianobactérias produtoras de oxigênio podem produzir uma fina camada, com um ou dois milímetros de espessura, de água oxigenada, em um ambiente que de outra forma seria anóxico, mesmo sob gelo espesso. Logo, antes que o oxigênio começasse a se acumular na atmosfera, esses organismos poderiam ter se adaptado ao oxigênio. Ao final, a evolução de organismos aeróbicos que consumiam oxigênio estabeleceu um equilíbrio na disponibilidade do oxigênio. O oxigênio livre se tornou um importante constituinte da atmosfera desde então.

## Origem dos eucariontes
Foi proposto que um aumento nos níveis de oxigênio devido à fotossíntese cianobacteriana em microambientes antigos era altamente tóxico para a biota circundante, e que este processo seletivo direcionou a transformação evolutiva de uma linhagem de archaea nos primeiros eucariontes. O stress oxidativo envolvendo a produção de espécies reativas de oxigênio pode ter agido em sinergia com outras tensões ambientais (como a radiação ultravioleta ou dessecação) para encaminhar a seleção de uma linhagem primitiva de archaea em direção à eucariose. Este ancestral de archaea pode já ter tido mecanismos de reparo de ADN baseados no pareamento e recombinação de ADN, e possivelmente algum tipo de mecanismo de fusão celular. Os efeitos detrimentais de espécies reativas de oxigênio internas (produzidas por protomitocôndrias endossimbiontes) no genoma dos archaea pode ter promovido a evolução do sexo meiótico desse começo humilde. A pressão seletiva por um reparo eficiente do ADN por danos oxidativos ao ADN pode ter direcionado a evolução do sexo eucariótico, envolvendo funcionalidades como fusões célula-célula, movimentos cromossômicos mediados por citoesqueleto e a emergência da membrana nuclear. Assim, as evoluções do sexo eucariôntico e da eucariogênese foram provavelmente processos inseparáveis, que evoluíram em grande parte para facilitar o reparo do ADN.